# Journée internationale de lutte contre la corruption
La Journée internationale de lutte contre la corruption est observée chaque année, le 9 décembre, depuis l'adoption de la Convention des Nations unies contre la corruption le 31 octobre 2003, pour attirer l'attention du public sur les problématiques de lutte contre la corruption,.

## Contexte
La Convention stipule que l'ONU est:
"préoccupée par la gravité des problèmes et des menaces que représente la corruption pour la stabilité et la sécurité des sociétés, qui porte atteinte aux institutions et aux valeurs de la démocratie, aux valeurs éthiques et à la justice, et met en péril le développement durable et l'état de droit"
et délègue à la Convention le pouvoir de:
 promouvoir et renforcer les mesures visant à prévenir et combattre la corruption de manière plus efficace et efficiente ... promouvoir, faciliter et soutenir la coopération internationale et l'assistance technique dans la prévention et la lutte contre la corruption ... [et] promouvoir l'intégrité, la responsabilité et une bonne gestion des affaires publiques et propriété publique…"

## Campagne «Votre NON compte»
La campagne "Your NO Counts" (« Votre NON compte ») est une campagne internationale conjointe créée par le Programme des Nations unies pour le développement et l'Office des Nations unies contre les drogues et le crime pour marquer la Journée internationale de lutte contre la corruption (9 décembre) et sensibiliser le public à la corruption et aux moyens de la combattre,.
La campagne internationale conjointe de 2009 s'est concentrée sur la manière dont la corruption entrave les efforts visant à atteindre les objectifs du millénaire pour le développement convenus au niveau international, sape la démocratie et l'état de droit, conduit à des violations des droits de l'homme, fausse les marchés, érode la qualité de vie et permet le crime organisé, le terrorisme et que d'autres menaces à la sécurité humaine se multiplient.